# 関長政
関 長政（せき ながまさ）は、江戸時代前期の大名。美作国宮川藩初代藩主。新見藩関家初代。

## 略歴
慶長17年（1612年）、美作津山藩主・森忠政の重臣・関成次の次男として生まれる。兄・長継が第2代津山藩主として外祖父・忠政の跡を継ぐと、兄より18700石を分与されて津山藩の支藩である宮川藩を立藩した。なお、立藩の時期は『徳川実紀』によれば寛永11年（1634年）、『恩栄録』によれば寛永14年（1637年）、『寛政重修諸家譜』では承応元年（1652年）と諸説あって明確ではない。
元禄2年（1689年）6月6日、甥で養子の長治に家督を譲って隠居する。元禄11年（1698年）に死去した。享年87。

## 系譜
- 父：関成次（?-1660）
- 母：郷 - 森忠政の三女
- 正室：長姫 - 真田信吉の娘
- 養子
  - 男子：関長治（1657-1738） - 森長継の六男または九男
  - 女子：松平康雄室
  - 女子：毛利元次室 - 森長継の娘